# Répondeur
 (avril 2011).
Si vous disposez d'ouvrages ou d'articles de référence ou si vous connaissez des sites web de qualité traitant du thème abordé ici, merci de compléter l'article en donnant les références utiles à sa vérifiabilité et en les liant à la section « Notes et références ».

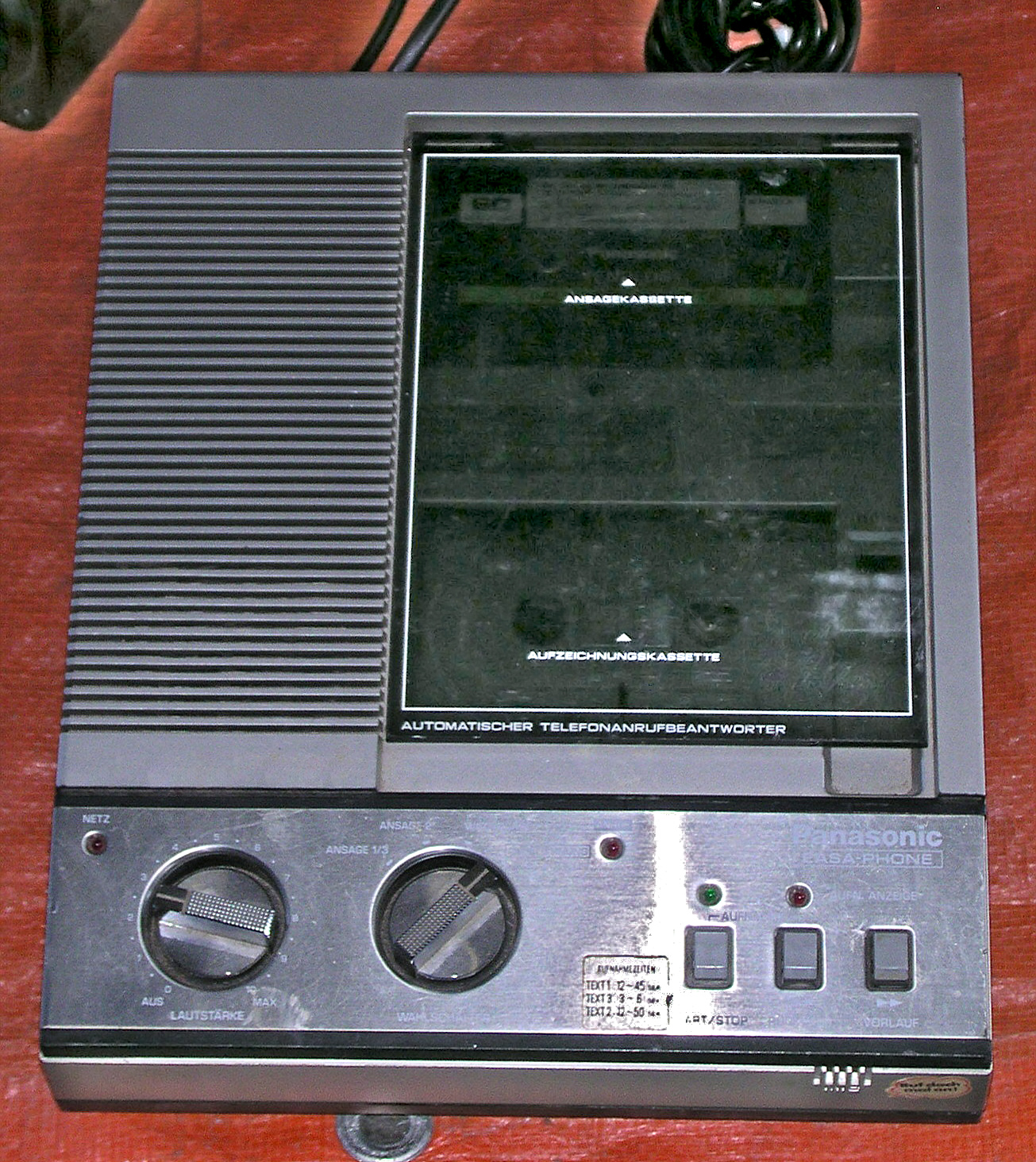
Répondeur Panasonic à cassettes.

Un répondeur téléphonique est un serveur vocal interactif dont le but principal est de répondre de façon automatique à un appel téléphonique à la place d'un utilisateur. Un répondeur s'enclenche automatiquement lorsqu'un correspondant est indisponible ou ne souhaite pas répondre à l'appel entrant.
À la différence des systèmes de messagerie vocale, qui sont aujourd'hui intégrés dans les services des opérateurs de réseaux mobiles ou des FAI (voix sur IP) et qui l'ont peu à peu remplacé, le répondeur est physiquement installé dans les locaux de l'utilisateur, habituellement branché ou intégré à un terminal téléphonique.

## Historique
Avant l'invention des répondeurs, des messages vocaux sont souvent envoyés par la poste. En 1898, Valdemar Poulsen invente le télégraphone,. L'appareil offre une durée d'enregistrement d'environ 3 minutes. Cet appareil utilise pour la première fois le principe de l'enregistrement magnétique, en magnétisant un support se déplaçant devant une tête d'enregistrement. En 1950, Bell Labs et Western Electric produisent le premier répondeur téléphonique électronique. Pendant longtemps, il s'agit d'un appareil indépendant du téléphone, qui enregistre les messages sur une cassette audio. Dans les années 90, le système de messagerie est intégré directement dans les téléphones mobiles.

## Fonctions

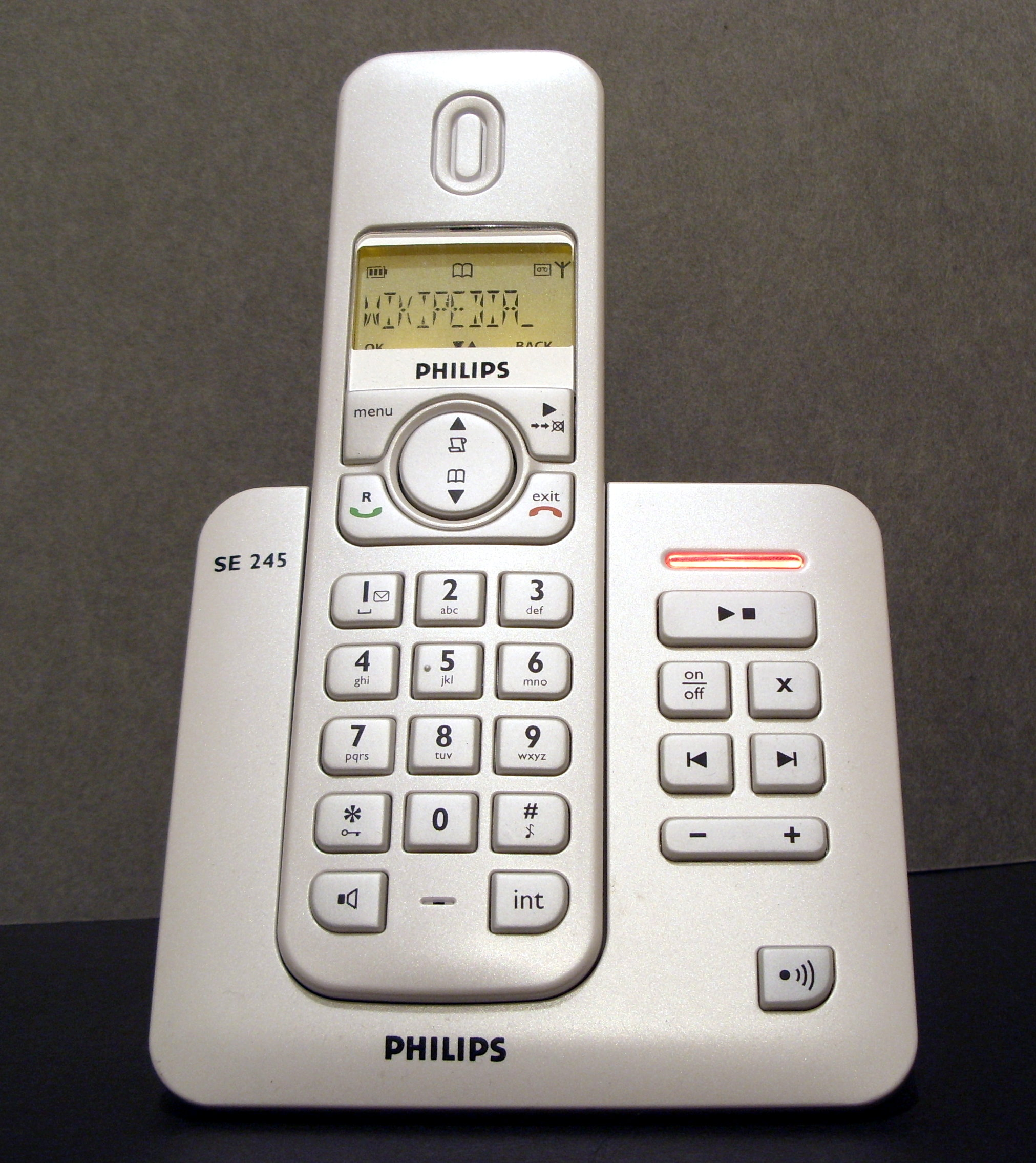
Téléphone mobile Philips équipé d'un répondeur numérique.

### Fonction de base
La fonction principale d'un répondeur est évidemment de répondre aux appels téléphoniques. Les répondeurs les plus simples ne font que répondre et diffuser aux correspondants un message pré-enregistré (l'annonce). On parle alors de « répondeur simple ». Les plus évolués peuvent enregistrer les messages des correspondants après la diffusion de l'annonce. On parle dans ce cas de « répondeur-enregistreur ».
La séquence classique de réponse à un appel est la suivante :
- L'appel entrant est signalé par la sonnerie du téléphone ;
- À l'échéance d'un délai de réponse, le répondeur prend la ligne ;
- Le répondeur diffuse au correspondant l'annonce vocale enregistrée au préalable ;
- À la fin de l'annonce, le répondeur passe en mode enregistrement
- Le correspondant enregistre son message vocal et met fin à son appel en raccrochant

Lorsque l'utilisateur du répondeur le souhaite, il peut écouter le ou les messages reçus, généralement en appuyant sur une touche dédiée (généralement le 888).

### Fonctions évoluées
Au fil du temps, un certain nombre de fonctions complémentaires ont été intégrées, de façon à rendre l'utilisation des répondeurs plus agréable.
- Interrogation  distante : permet au propriétaire du répondeur d'en prendre le contrôle hors de chez lui, de façon à pouvoir consulter les messages reçus ou configurer le système. Le contrôle se fait généralement après avoir saisi un code secret, et à l'aide du clavier du téléphone distant sous forme de commandes DTMF.
- Filtrage : permet à un utilisateur d'écouter en local le message en cours de dépôt, pour identifier l'appelant et éventuellement répondre à l'appel en cours.
- Horodatage : permet de connaître la date et l'heure à laquelle le message a été déposé.
- Configurations diverses du système (délai de réponse, etc.)

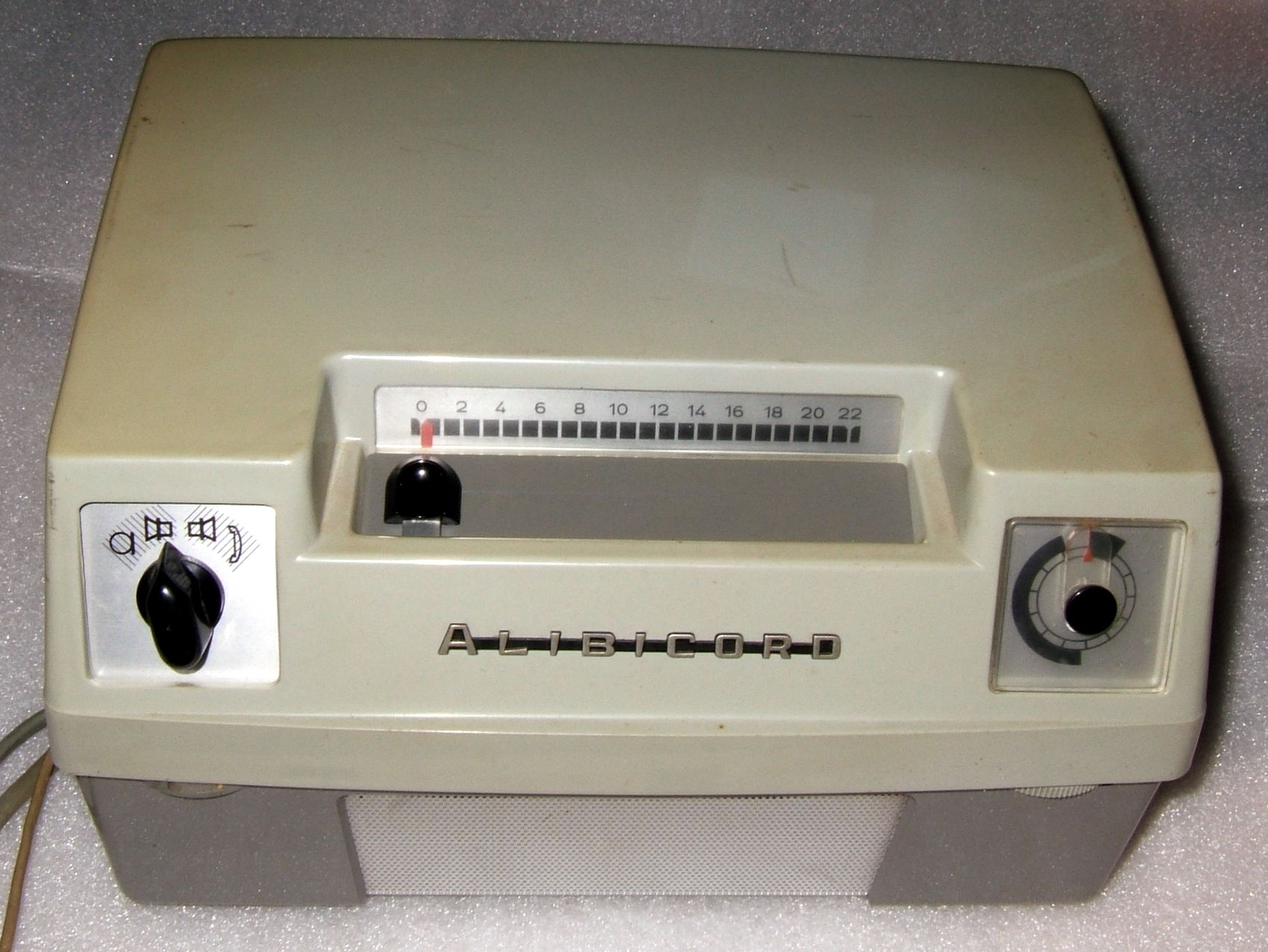
Répondeur enregistreur téléphonique à disque et tambour magnétique, années 1970.

## Technologie

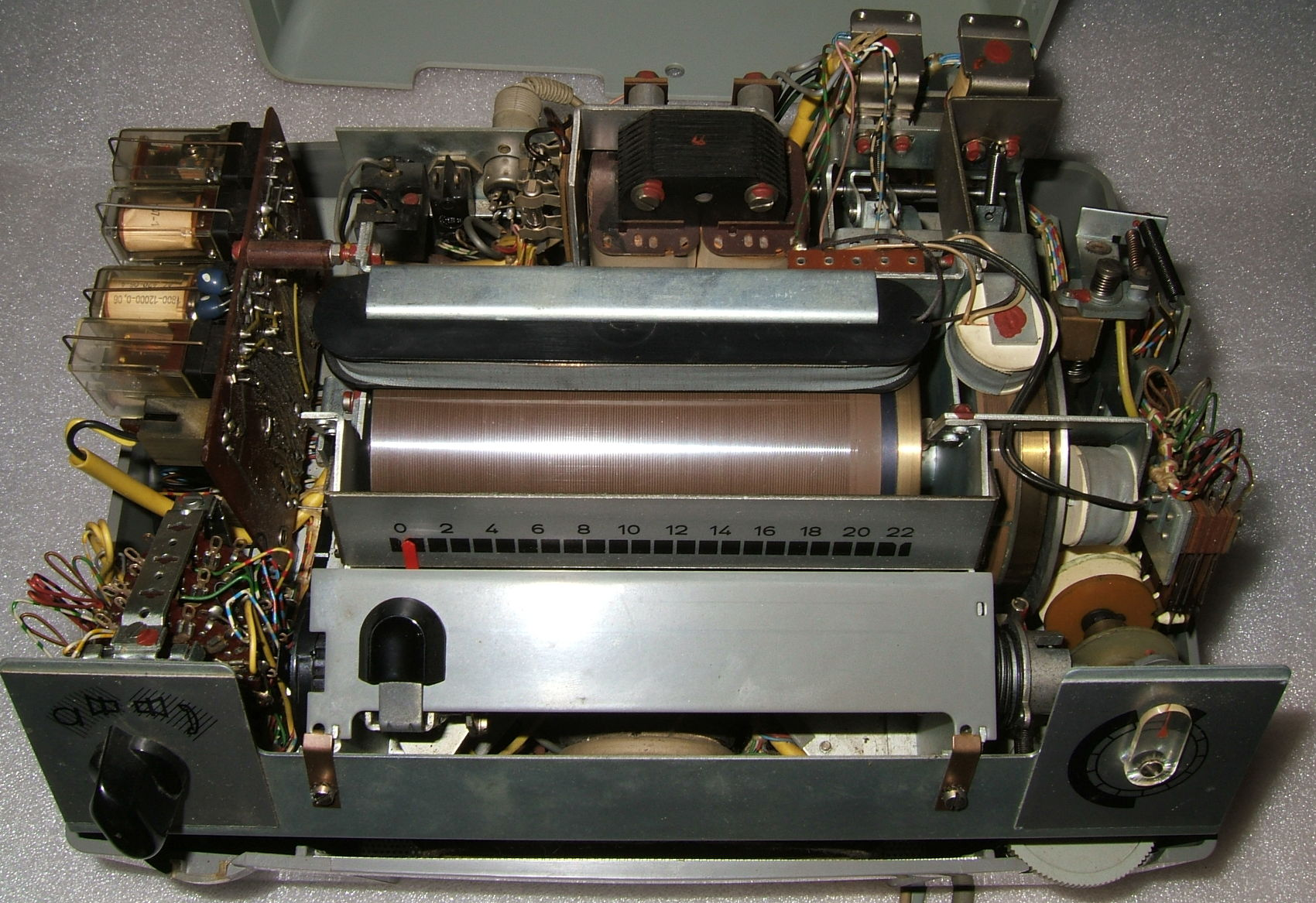
Intérieur d'un répondeur enregistreur téléphonique à disque et tambour magnétique, années 1970.

Les premiers répondeurs téléphoniques stockaient les annonces émises et les messages reçus sur des disques et des tambours magnétiques. C'est par exemple le cas sur le modèle Alibicord de la marque allemande Alois Zettler gmbh. Ils présentaient l'avantage d'offrir un accès rapide aux messages enregistrés par le simple déplacement d'un index sur le tambour.
Ils furent remplacés par la suite par des bandes magnétiques. Rapidement ces bandes ont été miniaturisées sous la forme de cassettes audio puis de microcassette.
Ces supports avaient l'avantage d'une relative bonne qualité audio et d'un faible coût. Cependant, ils étaient affectés par des problèmes de mauvaise fiabilité et par un long temps d'accès (lié au temps de rembobinage).
Avec l'avènement des technologies numériques, l'idée d'enregistrer annonces et messages dans des mémoires électroniques est apparue rapidement. Tout d'abord, les annonces (de durée relativement courtes) ont été stockées sous cette forme, maintenant les messages reçus le sont également.
L'architecture du produit est généralement basée sur un processeur de traitement de signal (Digital signal processor, ou DSP), qui effectue la compression de la parole de façon à limiter les capacités de mémoire nécessaires, aux dépens parfois de la qualité audio.

## Évolutions
Les répondeurs autonomes ont tendance à voir leur quantité diminuer du fait :
- De la capacité à l'intégrer dans le téléphone de base, surtout pour les téléphones sans fil numériques (par exemple le DECT) qui disposent déjà des capacités de traitement de signal numérique.
- De l'intégration de fonctions équivalentes dans les systèmes de messagerie vocale intégrés dans les réseaux téléphoniques des opérateurs de télécommunications ou dans les PABX (Private automatic branch exchange).